# فايتور هوجو غوميز باسوس

## وصلات خارجية
- فايتور هوجو غوميز باسوس على موقع الاتحاد الدولي (مؤرشف)  (الإنجليزية)
- فايتور هوجو غوميز باسوس على موقع اتحاد تركيا (لاعب) (الإنجليزية)
- فايتور هوجو غوميز باسوس على موقع قاعدة بيانات كرة القدم.إي يو (الإنجليزية)
- فايتور هوجو غوميز باسوس على موقع Soccerway.com (الإنجليزية)
- فايتور هوجو غوميز باسوس على موقع عالم كرة القدم.نت (الإنجليزية)
- فايتور هوجو غوميز باسوس على موقع AS.com (الإسبانية)
- معلومات عن اللاعب